# Delegación arqueológica francesa en Afganistán
La Delegación Arqueológica Francesa en Afganistán  (en francés: Délégation Archéologique Française en Afghanistan) conocida también por sus siglas DAFA se compone de una red de 27 institutos de investigación en el extranjero del Ministerio de Asuntos Exteriores de Francia.
La DAFA fue fundada en Francia en 1922 a petición del gobierno afgano para asegurar la investigación arqueológica en Afganistán. La investigación sólo se detuvo durante la Segunda Guerra Mundial, reanudándose en 1946. En 1982 fue cerrado a petición del gobierno prosoviético de Afganistán. 
En el año 2002, de acuerdo con las autoridades afganas, el Ministerio de Asuntos Exteriores decidió volver a abrir y reiniciar las actividades de la DAFA en su país y principalmente, en el Museo Nacional de Kabul.
La labores de la DAFA se centran en estudiar y profundizar en el conocimiento de la historia de Afganistán en el marco de excavaciones conjuntas, principalmente, consistiendo en la catalogación e inventario de los restos arqueológicos, estudios y la realización de excavaciones arqueológicas.

## Trabajos arqueológicos desde 1922
- 1923-1925 - Realización de estudios en Bactriana.
- 1924 - Excavaciones en el yacimiento de Païtava.
- 1926 - Estudios en Bactriana y el yacimiento grecobudista de Hadda.
- 1927 a 1928 - Excavaciones de Hadda.
- 1929 - Trabajos en la ciudad de Bamiyán.
- 1933 - Excavaciones en Tepe Marandjan.
- 1934 - Excavaciones en Khair Khana.
- 1936 - Trabajos en Sistán y Baluchistán.
- 1936 a 1937 - Excavaciones en la antigua ciudad de Bagram.
- 1937 - Excavaciones en Fondukistan.
- 1937 - Excavaciones en Shotarak.
- 1947 - Trabajos en Bactriana.
- 1949 a 1951 - Excavaciones en Lashkari Bazar.
- 1951 a 1959 - Apoyo a las excavaciones en el yacimiento protohistórico de Mundigak, dirigidas por Jean-Marie Casal.
- 1952 a 1961 - Excavaciones en Surkh Kotal
- 1957 - Descubrimiento del Minarete de Jam, declarado como Patrimonio de la Humanidad por la UNESCO.
- 1957 - Trabajos en el Valle de Foladi.
- 1963 - Excavaciones de Kohn Masjid.
- 1963 a 1965 - Excavaciones del monasterio de Gul Dara.
- 1963 - Excavaciones en Tepe Shakh.
- 1964 - Prospecciones en Ai-Khanoum.
- 1965 a 1978 - Excavaciones en el yacimiento de Ai-Khanoum.
- 1974 a 1976 - Estudios de la llanura de Ai-Khanoum.
- 1976 a 1978 - Trabajos en Tukharistan.
- 1976 a 1978 - Excavaciones en Shortughaï.
- 2004 a 2007 - Excavaciones en Bactriana.
- 2005 - Excavaciones en Al-Ghata.
- 2005 a 2007 - Trabajos en Herat junto a una expedición alemana.
- 2005 a 2007 - Trabajos en la mezquita de Haji Piyada.
- 2010 a 2011 - Excavaciones en Mes Aynak.[1]